# Sharnford
Sharnford – wieś w Anglii, w hrabstwie Leicestershire, w dystrykcie Blaby. Leży 17 km na południowy zachód od miasta Leicester i 139 km na północny zachód od Londynu.